# Karl Richard Weintz
Karl Richard Weintz (* 11. September 1908 in Neustadt an der Weinstraße; † 9. Februar 2010 ebenda) war ein früher nationalsozialistischer Aktivist, deutscher Regierungsrat, SS-Sturmbannführer und Referatsleiter im Reichssicherheitshauptamt (RSHA). Der Jurist veröffentlichte seit Ende der 1920er Jahre kleinere Studien zur pfälzischen Landesgeschichte. Im Jahr 1979 initiierte er die Gründung der „Stiftung zur Förderung der pfälzischen Geschichtsforschung“ in Neustadt an der Weinstraße, die er bis zu seinem Tod prägte.

## Leben

### Vor 1945
Karl Richard Weintz wurde 1908 als Sohn des Justizinspektors Jakob Weintz (1873–1948) und seiner Ehefrau Frieda (1884–1959, geb. Doll) geboren. Er schloss sich in den 1920er Jahren dem völkisch ausgerichteten Deutsch-Wandervogel an. Aufgewachsen in der Pfalz, beendete er 1928 die Schulzeit mit dem Abitur am Humanistischen Gymnasium in Neustadt. Bis 1932 studierte er Jura in München, Kiel und Berlin und war dabei seit 1928 Mitglied im Nationalsozialistischen Deutschen Studentenbund (NSDStB).
Vom 1. Mai 1929 bis 1933 war er Mitglied der SA. Weintz trat bereits am 1. Juli 1929 der NSDAP bei (Mitgliedsnummer 137.672), 1934 wurde er auch Mitglied der SS (Mitgliedsnummer 267.311). In der SS stieg Weintz im Januar 1942 bis zum SS-Sturmbannführer auf. Von 1933 bis 1934 war er im Staatspolizeiamt Speyer, anschließend bis 1935 im SD-Oberabschnitt Süd in München. 1936 bestand er die Assessorprüfung. Von 1936 bis Oktober 1937 war er in der Staatspolizeileitstelle (StaPo) Berlin und anschließend bis Mai 1938 in der StaPo-Leitstelle Darmstadt sowie bis Juli 1938 in der StaPo-Leitstelle München. 1938/1939 war Weintz bei der Stapo-Leitstelle in Wien tätig, wo er nach Angaben in seinem Lebenslauf von Januar 1939 „an den juden- und kirchenpolitischen Maßnahmen sowie der Liquidation der Vaterländischen Front allerregsten Anteil“ hatte. In Wien war er an der Bewachung des ehemaligen österreichischen Kanzlers Kurt Schuschnigg beteiligt. 1939 nahm er mit einem Einsatzkommando an der Zerschlagung der Tschechoslowakei teil.
Nach seiner Rückkehr nach München 1939 leitete er die Ermittlungen gegen den sogenannten Harnier-Kreis und verfasste über diese katholisch-monarchistische Gruppe einen mehr als 200-seitigen Bericht mit dem Titel „Die illegale monarchistische Bewegung in Bayern“ (auch bekannt als Weintz-Bericht). Er setzte sich in diesem dafür ein, die Angeklagten wegen Hochverrats zu verurteilen, was potenziell Todesurteile zur Folge gehabt hätte. Von 1940 bis 1945 war Weintz Referent im RSHA (1940–1945), zuerst im Amt I (Referat 6) und dann im Amt II (Abteilung II B 2), jeweils in der Abteilung Passwesen. 1944 erfolgte seine Versetzung ins Amt IV (Gestapo). Wahrscheinlich von April 1942 bis April 1943 war er in der Sowjetunion mit der Einsatzgruppe B, die während dieses Zeitraums im damaligen Generalbezirk Weißruthenien nach eigenen Angaben über 50.000 Menschen ermordete. Nach seiner Rückkehr aus der Sowjetunion war Weintz 1943 zum Inspekteur der Sicherheitspolizei in Wiesbaden, Otto Somann, abgeordnet. 1943/1944 war er beim Höheren SS- und Polizeiführer Warthe in Posen, erst Theodor Berkelmann, dann Heinz Reinefarth. Von Juli 1944 bis März 1945 hielt sich Weintz wegen einer Erkrankung in Neustadt auf.

### Nach 1945
Weintz wurde 1945/1946 interniert, erst in einem US-Lager in Frankreich und schließlich in einem US-Hospital in Bad Mergentheim, wo er sich bei Befragungen durch das Counter Intelligence Corps (CIC) der US Army als unpolitischer Verwaltungsjurist darstellen konnte und dabei angab, im Reichsinnenministerium beschäftigt gewesen zu sein. In seinem Spruchkammerverfahren in Neustadt 1950/1951 wurde seine Tätigkeit bei der Gestapo bekannt, was jedoch keine Konsequenzen für ihn hatte, da das Verfahren eingestellt wurde.
Weintz praktizierte nach der Rückkehr in seine Heimatstadt Neustadt ab 1951 als Rechtsanwalt. Auch ging er wieder seinen landesgeschichtlichen Interessen aus den 1920er und 1930er Jahren nach. In diesem Kontext initiierte er 1979 als wesentlicher Akteur die Errichtung der „Stiftung zur Förderung der pfälzischen Geschichtsforschung“, deren Entwicklung er bis zu seinem Tod drei Jahrzehnte entscheidend lenkte und prägte. Er wurde deshalb von der Stiftung, der er sein gesamtes Vermögen vermacht hatte, im Jahr 2010 durch das Anbringen einer Gedenktafel an seinem Geburtshaus in Neustadt geehrt.

### Über die Rolle im Nationalsozialismus
Bereits ab 1998 bzw. 2002 haben Jens Banach und Michael Wildt die Tätigkeit von Weintz für die Gestapo beziehungsweise im RSHA in ihren Studien erwähnt. Franz Maier erschloss zudem im regionalen Kontext 2017 die zentralen Stationen von Weintz während des Nationalsozialismus. 
Im Jahr 2021 forschten die tschechischen Historiker Jan Vajskebr und Jan Zumr, die im Zuge ihrer Studien zur Geheimen Staatspolizei im Protektorat Böhmen und Mähren Details zu jenen 207 Männern zusammenzutragen, die die Hauptverantwortung für die Aktivitäten der Gestapo im Protektorat trugen, nach Weintz. 
Einer größeren Öffentlichkeit wurde die Tätigkeit von Weintz vor 1945 allerdings erst durch die Studie von Benjamin Müsegades bekannt. Im Kontext der Publikation wurde die Gedenktafel am ehemaligen Wohnhaus durch Unbekannte entfernt. Der Nachlass von Weintz befindet sich im Besitz der Stiftung zur Förderung der pfälzischen Geschichtsforschung.

## Schriften und Werke (Auswahl)
- Die Ansicht eines früheren Staatsrechtslehrer war: „daß der Jud dem Staat gefährlich seye“. Ein kleiner Beitrag zur Geschichte des Antisemitismus in der Pfalz. In: Die Kunkelstube. Beilage zum Pirmasenser Beobachter, vom 25. März 1933.
- Zur Entstehung von Neustadt an der Weinstraße, in: Neustadt an der Weinstraße. Beiträge zur Geschichte einer pfälzischen Stadt, Neustadt an der Weinstraße 1975, S. 73–76.
- (mit Pirmin Spieß) Kurfürst Ruprecht I. und II. mit dem Heidelberger Hof in Neustadt 1388–1391. Neustadt an der Weinstraße: Stiftung zur Förderung der Pfälzischen Geschichtsforschung 2020. ISBN 978-3-942189-26-2